# Ceratopidea daleae
Ceratopidea daleae är en insektsart som beskrevs av Knight 1968. Ceratopidea daleae ingår i släktet Ceratopidea, och familjen ängsskinnbaggar. Inga underarter finns listade.